# Rodrigo Pérez Romo
Rodrigo Pérez Romo (Ciudad Rodrigo, Salamanca, 23 de octubre de 1991) es un futbolista español que juega de guardameta para el Real Estelí Fútbol Club en la Primera División de Nicaragua.

## Trayectoria
Se formó en las categorías inferiores de la UD Salamanca y del Real Zaragoza antes de salir para jugar en el Club Deportivo Aguilar de Tercera División. 
En 2011 firma con el Real Valladolid para jugar durante 3 temporadas en su filial, el Real Valladolid Club de Fútbol Promesas con el que debutaría en la Segunda División B.
Durante la segunda vuelta de la temporada 2013-14 jugó en las filas del Burgos CF.
En verano de 2014, firmaría por el Salmantino en el que jugaría durante la temporada 2014-15.
Tras quedarse sin equipo, en 2016 refuerza al Zamora CF, para regresar al término de la temporada 2015-16 a las filas del Salamanca Club de Fútbol UDS.
Desde 2018 a 2020 jugaría en las filas del Atlético Ibañés de la Tercera División manchega.
El 10 de agosto de 2020 firmó un contrato por el Real Estelí Fútbol Club, equipo de la Primera División de Nicaragua.

## Clubes
| Club                                    | País                 | Año           |
| --------------------------------------- | -------------------- | ------------- |
| Club Deportivo Aguilar                  | España               | 2010-2011     |
| Real Valladolid Club de Fútbol Promesas | España               | 2011-2014     |
| Burgos CF                               | España               | 2014          |
| Salamanca Club de Fútbol UDS            | España               | 2014-2015     |
| Zamora Club de Fútbol                   | España               | 2016          |
| Club Atlético San Cristóbal             | República Dominicana | 2016          |
| Salamanca Club de Fútbol UDS            | España               | 2016-2018     |
| Atlético Ibañés                         | España               | 2018-2020     |
| Real Estelí Fútbol Club                 | Nicaragua            | 2020-Presente |